# Lea Birringer

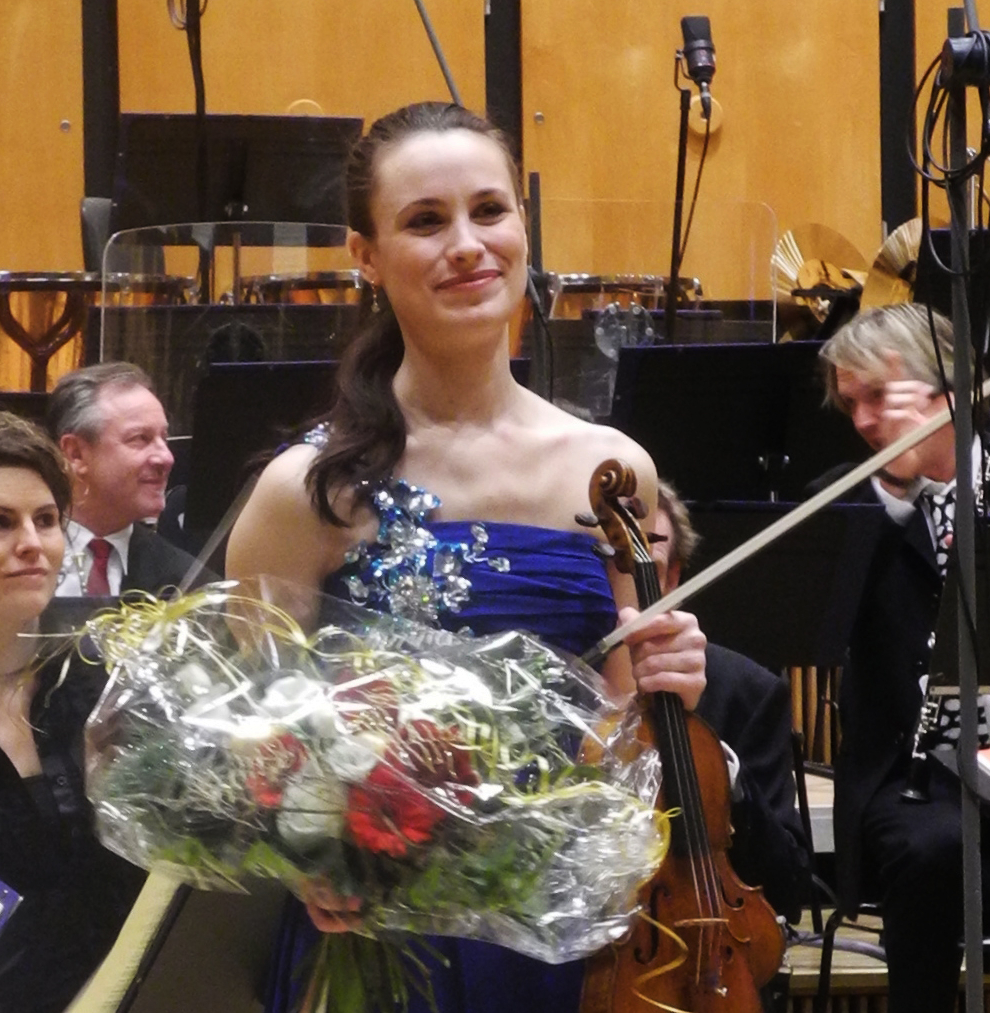
Lea Birringer (2013)

Lea Birringer (* 23. November 1986 in Quierschied) ist eine deutsche Geigerin und Hochschullehrerin.

## Leben und Wirken

### Ausbildung
Lea Birringer begann im Alter von drei Jahren Geige zu spielen und wurde sechs Jahre später Jungstudentin an der Hochschule für Musik Saar. Ab 2001 studierte sie bei Igor Ozim an der Universität Mozarteum in Salzburg, wo sie nach ihrem Jungstudium ihren Bachelor abschloss. Außerdem absolvierte sie ein Gastsemester an der Hochschule für Musik Hanns Eisler Berlin bei Stephan Picard. Ihr Masterstudium schloss sie 2012 bei Pavel Vernikov an der Musik und Kunst Privatuniversität der Stadt Wien ab. Darüber hinaus absolvierte sie Meisterkurse bei unter anderem Michael Frischenschlager, Yair Kless, Thomas Brandis, Itzhak Rashkovsky, Liana Isakadze und Vadim Gluzman. Sie war Stipendiatin der Stiftung Villa Musica sowie der Deutschen Stiftung Musikleben und erhielt ein Gerd-Bucerius-Förderstipendium der Zeit-Stiftung.

### Künstlerisches Wirken
Ihrem Solo-Debüt mit den Berliner Symphonikern im Alter von 14 Jahren folgte eine internationale Karriere. Sie konzertierte unter anderem in der Berliner Philharmonie, im Musikverein Wien, im Louvre, in der Laeiszhalle Hamburg, im Münchner Gasteig und im Teatro del Maggio Musicale Fiorentino. Dabei arbeitete sie mit Orchestern zusammen wie der Deutschen Radio Philharmonie, den Münchner Symphonikern, der Südwestdeutschen Philharmonie Konstanz, der Polska Filharmonia Bałtycka, der Jenaer Philharmonie, der Robert-Schumann-Philharmonie oder dem Orchestra Sinfonica di Roma. Zudem trat sie 2008 bei der Verleihung des Karlspreises an Bundeskanzlerin Angela Merkel  sowie 2013 im Schloss Bellevue vor Bundespräsident Joachim Gauck auf.
Birringer gastierte bei Festivals wie den Salzburger Festspielen, dem MDR-Musiksommer, den Festspielen Mecklenburg-Vorpommern, den Weilburger Schlosskonzerten, dem Crescendo Winter Music Festival in Florida, dem Davos Festival, dem Festival Lugano Musica und dem Oleg Kagan Musikfest.
Kammermusikalisch reüssiert sie seit 2011 als Duo Birringer mit ihrer Schwester, der Pianistin Esther Birringer, nachdem die Schwestern erste Preise bei den internationalen Kammermusikwettbewerben Premio Vittorio Gui und Città di Pinerolo gewonnen hatten. Herausragende Besprechungen im In- und Ausland erhielten sie für ihre gemeinsame Debüt-CD mit Violinsonaten von Hindemith, Szymanowski und Respighi. Weitere Kammermusikpartner waren Pavel Vernikov, Paul Rivinius, Atar Arad, Barbara Bonney, Eszter Haffner, Wen-Sinn Yang und Igor Levit.

### Lehrtätigkeit
Birringer ist seit 2024 Professorin für Violine am PreCollege der Hochschule für Musik Würzburg. Zuvor unterrichtete sie an der Hochschule für Musik Franz Liszt Weimar, an der Haute École de Musique de Lausanne in Sion sowie an der Accademia d'Archi Arrigoni in Italien und gab Meisterkurse in Europa, Lateinamerika und den USA. Mehrfach wurde sie als Jurymitglied zum Wettbewerb Jugend musiziert eingeladen.
Zudem engagiert sie sich bei der Initiative Rhapsody in School.

## Preise und Auszeichnungen
Lea Birringer wurde vom Stadtverband Saarbrücken mit dem Kulturpreis für Nachwuchskünstler ausgezeichnet und ist Preisträgerin der internationalen Violinwettbewerbe Kloster Schöntal, Premio Rodolfo Lipizer, Louis Spohr und Abram Yampolski. 2008 war sie Gewinnerin des internationalen Wettbewerbs Johannes Brahms.   Ihre CD-Einspielungen wurden mehrfach ausgezeichnet: Ihr Album Lifelines (2018) erhielt den Supersonic Award des Pizzicato Magazins. Für das Album Di tanti palpiti (2019) erhielt sie ebenfalls einen Supersonic Award sowie Nominierungen bei den International Classical Music Awards 2020 und dem Preis der deutschen Schallplattenkritik. Weitere Nominierungen bei den International Classical Music Awards 2022 und 2023 erhielt sie für ihre Alben Transformation in der Kategorie „Solo Instrument“ und Mendelssohn and Sinding in der Kategorie „Concertos“.

## Diskografie
- Lea & Esther Birringer. Werke von Hindemith, Respighi und Szymanowski Mit Esther Birringer, Klavier (Avi-Service for music; 2014)
- Fiorillo: Violin Concerto, Sinfonia Concertante. Werke von Federigo Fiorillo. Mit u. a. Accademia D'Archi Arrigoni, Dirigent: Domenico Mason (Brilliant Classics; 2015)
- Lifelines. Werke von Grieg, Liszt und Franck. Mit Esther Birringer, Klavier (Rubicon Classics; 2018)
- Di Tanti Palpiti. Werke von Wieniawski, Sarasate, Saint-Saëns, Ravel, Shostakovich, Paganini, Castelnuovo-Tedesco, Waxman, Dvořák. Mit Esther Birringer, Klavier (Rubicon Classics; 2019)
- Transformation. Werke von Johann Sebastian Bach, Eugène Ysaÿe, Lera Auerbach, Ernst-Lothar von Knorr und Max Reger (Rubicon Classics; 2021)
- Mendelssohn / Sinding: Violin Concertos. Mit den Hofer Symphonikern, Dirigent: Hermann Bäumer (Rubicon Classics; 2022)
- Sibelius, Szymanowski, Järnefelt. Mit dem Staatsorchester Rheinische Philharmonie, Dirigent: Benjamin Shwartz (Rubicon Classics; 2025)